# Campeonato Chileno de Futebol de 1992 - Segunda Divisão
O Campeonato Chileno de Futebol de Segunda Divisão de 1992 foi a 41ª edição do campeonato do futebol do Chile, segunda divisão, no formato "Primera B". Os 16 clubes jogam em turno e returno. O campeão e o vice são promovidos para o Campeonato Chileno de Futebol de 1993. O último colocado era rebaixado para o Campeonato Chileno de Futebol de 1993 - Terceira Divisão.

## Participantes
| Equipe                              | Cidade       | Região                           | No ano anterior                                                      | Estádio                                  | Capacidade | Títulos        | Participações |
| ----------------------------------- | ------------ | -------------------------------- | -------------------------------------------------------------------- | ---------------------------------------- | ---------- | -------------- | ------------- |
| Deportes Iberia                     | Los Ángeles  | Região de Bío-Bío                | Nono Lugar (Ascenso)                                                 | Estádio Municipal de Los Ángeles         | 5.000      | 0 (não possui) | 38            |
| Club de Deportes Puerto Montt       | Puerto Montt | Região de Los Lagos              | Quarto Lugar (Ascenso)                                               | Estádio Regional de Chinquihue           | 5.300      | 0 (não possui) | 10            |
| Club de Deportes Regional Atacama   | Copiapó      | Região de Atacama                | Oitavo Lugar (Ascenso)                                               | Estádio Luis Valenzuela Hermosilla       | 8.000      | 0 (não possui) | 10            |
| Club Deportivo Arica                | Arica        | Região de Tarapacá               | Quinto Lugar (Descenso)                                              | Estádio Carlos Dittborn                  | 10.000     | 1 (1981)       | 11            |
| Club Deportivo Magallanes           | Maipú        | Região Metropolitana de Santiago | Décimo Lugar (Ascenso)                                               | Estádio Independência                    | 13.500     | 0 (não possui) | 11            |
| Audax Club Sportivo Italiano        | La Florida   | Região Metropolitana de Santiago | Segundo Lugar (Descenso)                                             | Estádio Municipal de La Florida          | 12.000     | 0 (não possui) | 11            |
| Colchagua Club de Deportes          | San Fernando | Região de O'Higgins              | Quinto Lugar (Ascenso)                                               | Estádio Municipal Jorge Silva Valenzuela | 5.900      | 0 (não possui) | 29            |
| Club de Deportes Lota Schwager      | Coronel      | Região de Bío-Bío                | Primeiro Lugar (Descenso)                                            | Estádio Municipal Federico Schwager      | 18.500     | 2 (1969, 1986) | 15            |
| Club Deportivo Soinca Bata          | Melipilla    | Região Metropolitana de Santiago | Terceiro Lugar (Ascenso)                                             | Estádio Soinca Bata                      | xxxx       | 0 (não possui) | 6             |
| Club Social de Deportes Rangers     | Talca        | Região de Maule                  | Quarto Lugar (Descenso)                                              | Estádio Fiscal de Talca                  | 8.324      | 1 (1988)       | 9             |
| Club de Deportes Unión San Felipe   | San Felipe   | Região de Valparaíso             | Terceiro Lugar (Descenso)                                            | Estádio Municipal de San Felipe          | 18.500     | 1 (1970)       | 19            |
| Club de Deportes Unión La Calera    | La Calera    | Região de Valparaíso             | Sétimo Lugar (Ascenso)                                               | Estádio Municipal Nicolás Chahuán Nazar  | 10.000     | 2 (1961, 1984) | 22            |
| Club de Deportes Iquique            | Iquique      | Região de Tarapacá               | Sexto Lugar (Ascenso)                                                | Estádio Municipal de Iquique             | -----      | 0 (1979)       | 3             |
| Unión Santa Cruz                    | Santa Cruz   | Região de O'Higgins              | Acesso pelo Campeonato Chileno de Futebol de 1991 - Terceira Divisão | Estádio Municipal Joaquín Muñoz García   | 4.500      | 0 (não possui) | 6             |
| Club Deportivo Provincial Osorno    | Osorno       | Região de Los Lagos              | Rebaixado do Campeonato Chileno de Futebol de 1991                   | Estádio Municipal Rubén Marcos Peralta   | 12.000     | 1 (1990)       | 9             |
| Club de Deportes Santiago Wanderers | Valparaíso   | Região de Valparaíso             | Rebaixado do Campeonato Chileno de Futebol de 1991                   | Estádio Elías Figueroa Brander           | 23.000     | 1 (1978)       | 9             |

## Campeão
| Campeão Chileno Segunda Divisão 1992                          |
| ------------------------------------------------------------- |
| Club Deportivo Provincial Osorno (Osorno) (2º título) Campeão |